# Görres-Gesellschaft
Görres-Gesellschaft är ett sällskap stiftat "till främjande av vetenskapen i det romersk-katolska Tyskland". Det stiftades 25 januari 1876, på hundraårsdagen av Joseph Görres födelse. Sällskapet hade först sitt säte i Bonn, men upplöstes av nazisterna 1941 och återbildades i Köln 1948. Sällskapet har utgivit åtskilliga skrifter.